# Cry Macho
Cry Macho ist ein US-amerikanisches Filmdrama des Regisseurs Clint Eastwood aus dem Jahr 2021 mit ihm selbst in der Hauptrolle. Als Vorlage diente der gleichnamige Roman von N. Richard Nash aus dem Jahr 1975. 

## Handlung
Texas im Jahr 1979: Der Pferdezüchter Mike Milo ist nach dem Unfalltod seiner Ehefrau und seines Kindes vor vielen Jahren zu einem Alkoholiker geworden. Einst wurde er als Rodeo-Star gefeiert, doch das ist lange her. Zwar konnte er sich wieder vom Alkohol befreien, doch aufgrund seines Alters hat sein Arbeitgeber Howard Polk keine Verwendung mehr für ihn. Howard hilft ihm zwar weiterhin finanziell aus, fordert dafür aber eines Tages eine Gegenleistung: Mike solle Rafael, Howards 13-jährigen Sohn, von der Mutter in Mexiko-Stadt zu ihm nach Texas bringen.
Leta, die Mutter des Jungen, stellt sich als wohlhabende, aber verantwortungslose Alkoholikerin mit wechselnden Männerbekanntschaften heraus. Sie hat die Erziehung ihres Sohnes längst aufgegeben. Dieser treibt sich auf den Straßen rum, begeht auch kleinere Diebstähle und tritt mit seinem Hahn Macho bei Hahnenkämpfen an. Bei einem Hahnenkampf gelingt es Mike, den Jungen aufzuspüren, und er kann den mit seiner Mutter zerstrittenen Jungen zu der Fahrt nach Texas bewegen. Dieser erwartet die Begegnung mit seinem bisher stets abwesenden Vater mit einer Mischung aus Neugierde und Skepsis. Leta möchte ihren Sohn jedoch nicht ziehen lassen und bedroht Mike damit, dass sie ihn als Kinder-Kidnapper hinter Gittern bringen würde, wenn er nicht schleunigst verschwindet.
Mike macht sich auf den Rückweg, doch heimlich hat sich Rafo in seinen Wagen geschlichen. Er will den Jungen zunächst loswerden, da er Ärger mit Leta fürchtet. Doch Rafo kann ihn mit dem Diebstahl seiner Geldbörse und seinem ehrlichen Bekenntnis, seinen Vater treffen zu wollen, dazu bringen, ihn zur Grenze zu fahren. Auf dem Weg zur Grenze müssen sie immer wieder der Polizei und Letas Handlanger Aurelio ausweichen, wodurch sich die Reise verzögert. Mehrmals müssen sie Autos wechseln und sich mit brenzligen Situationen herumschlagen, wodurch sich Mike und Rafo aber immer enger befreunden. In einem kleinen Dorf finden sie einige Zeit Unterschlupf bei der verwitweten Gastwirtin Marta, die sich um ihre zu Waisen gewordenen Enkelkinder kümmert. Rafo lernt das Reiten, während Mike seine Fähigkeiten bei der medizinischen Versorgung von Tieren unter Beweis stellt. Marta und Mike kommen sich näher, die Tage verlaufen höchst idyllisch. Doch als Aurelio sie aufspürt, müssen sie weiter Richtung Grenze reisen.
Mike hat inzwischen erfahren, dass Howard Polk seinen Sohn vor allem deshalb bei sich will, um in einem Gerichtsstreit mit seiner Frau um Vermögenswerte in Mexiko die Oberhand zu bekommen. Nach einigem Zögern erzählt er Rafo davon, der sich von Mike betrogen fühlt und wegrennen will. Gerade da werden Mike und Rafo von der Polizei aufgehalten, die sie zunächst für Drogenschmuggler halten, sie aber nachher ziehen lassen. Mike erzählt, dass das von Rafo verehrte Macho-Dasein überschätzt sei, da man sich immer nur selbst beweisen wolle und den Blick für wichtige Dinge des Lebens verliere. Unterdessen startet Aurelio einen letzten Versuch: er bringt ihr Auto von der Straße ab und bedroht die beiden mit einer Waffe, doch ausgerechnet Rafos Hahn Macho springt ihn an, woraufhin Mike Aurelio entwaffnen kann. Mike lässt Rafo die Entscheidung offen, ob er zu seinem Vater will. Rafo entscheidet sich dafür, es bei seinem Vater zu versuchen, und übergibt Mike seinen Hahn als Abschiedsgeschenk. Mike verbleibt auf der mexikanischen Seite der Grenze und kehrt zu Marta zurück.

## Synchronisation
Die deutsche Fassung in den Studios der FFS Film- & Fernseh-Synchron GmbH in München. Das Dialogbuch schrieb Benedikt Rabanus. Er übernahm auch die Regie.
| Darsteller           | Rolle              | Synchronsprecher              |
| -------------------- | ------------------ | ----------------------------- |
| Clint Eastwood       | Mike Milo          | Jochen Striebeck              |
| Eduardo Minett       | Rafael „Rafo“ Polk | Denis Alejandro Reuße-Sanchez |
| Natalia Traven       | Marta              | Elena Alvarez                 |
| Dwight Yoakam        | Howard Polk        | Gudo Hoegel                   |
| Fernanda Urrejola    | Leta               | Amanda da Gloria              |
| Horacio Garcia Rojas | Aurelio            | Marcantonio Moschettini       |

## Hintergrund

### Drehbuch
Der Schriftsteller und Drehbuchautor N. Richard Nash (1916–2000) hatte bereits vor 1975 ein Drehbuch unter dem Titel Macho geschrieben, das er aber nicht verkaufen konnte. Darauf schrieb er das Drehbuch innerhalb von zwei Wochen zu seinem 1975 veröffentlichten Roman Cry Macho um.

“I had a screenplay called Macho that no one wanted. It occurred to me to do a quick novelization. I got a $10,000 advance and completed it as Cry Macho in two weeks. It got surprisingly good reviews and the instant they appeared, three studios, all of which had rejected the screenplay, started to bid for this awful, little thing. I sold the rights to one. When they asked me to do the screenplay, I gave them what they had rejected -- didn’t change a word -- and they loved it!”

„Ich hatte ein Drehbuch namens Macho, das niemand wollte. Ich änderte es schnell in einen Roman um. Ich habe dafür einen Vorschuss von 10.000 Dollar bekommen und den Roman als Cry Macho in zwei Wochen fertiggestellt. Er bekam überraschend gute Kritiken, und sofort als der Roman erschien, begannen drei Studios, die alle das Drehbuch abgelehnt hatten, um dieses schreckliche kleine Ding zu bieten. Ich habe die Rechte an ein Studio verkauft. Als sie mich dann baten, das Drehbuch auch zu schreiben, lieferte ich ihnen, was sie abgelehnt hatten – änderte kein Wort – und sie liebten es!“

Für über 40 Jahre wurde in Hollywood immer wieder eine Verfilmung von Nashs Roman angedacht, unter anderem mit Roy Scheider oder Arnold Schwarzenegger. Eastwood wurde die Rolle bereits 1988 angeboten. Er lehnte zwar ab, überlegte in dieser Zeit aber auch, als Regisseur einen Film mit Robert Mitchum in der Hauptrolle aus dem Stoff zu machen. Das Drehbuch wurde von Nick Schenk verfasst, der vorher bereits an Gran Torino und The Mule für Eastwood geschrieben hatte.

### Produktion
Die Dreharbeiten starteten am 4. November 2020 in Albuquerque, New Mexico und wurden vom 16. bis zum 30. November im Socorro County, New Mexico fortgesetzt. Im Dezember 2020 war ein Restaurant in Belen, New Mexico der Drehort für das Café im Film. Die Dreharbeiten schlossen am 15. Dezember 2020 einen Tag vor dem geplanten Ende ab.
Der Film kam am 17. September 2021 in den Vereinigten Staaten und am 21. Oktober 2021 in Deutschland in die Kinos.

## Kritiken
Cry Macho wurde von Kritikern überwiegend gemischt aufgenommen. So war der Kritikerkonsens bei Rotten Tomatoes der Meinung, dass sich Eastwood als ökonomischer Filmemacher und charismatischer Schauspieler beweise, aber eine „seltsame Besetzung“ für das Projekt sei.
Auch Hanns-Georg Rodek schrieb etwa in Die Welt, dass Eastwood die Rolle lieber in seinen Sechzigern hätte spielen sollen, als sie ihm schon einmal angeboten worden war. Nun wirke er etwas zu steif für die Rolle und gebe sich auch keine Mühe, sein Alter zu verbergen. Dem Film sei Selbstironie und „hübsche Nachdenklichkeit“ nicht abzusprechen, doch wirklich interessant werde er dadurch nicht. Für Benjamin Lee von The Guardian herrschen in vielen Szenen Langeweile und Leere vor, man erkenne aber an guten Momenten gegen Filmende, dass mehr Melancholie und Tiefe dem Film gut getan hätten. Eastwood erkenne zwar in seinem Film das Alter an, aber nicht das hohe Alter, denn auch in diesem Film würden viel jüngere Frauen ihn bereitwillig verführen wollen. In der Süddeutschen Zeitung kritisierte Susan Vahabzadeh, dass Eastwood in vorherigen Filmen wie Gran Torino dieselben Themen schon einmal besser aufgegriffen habe:

„Mal ganz im Ernst: Clint Eastwood ist einer der ganz Großen in Hollywood, sowohl als Schauspieler als auch als Regisseur – aber bei der filmemacherischen Genauigkeit setzt er hier auf Seniorenrabatt. […] Alles, wovon er hier erzählt, hat er schon einmal besser gesagt.“

Kritikerlob fand hingegen mehrfach die schlichte Erzählweise des Films. Für Glenn Kenny von RogerEbert.com startet der Film zwar holprig, doch die vor allem in Martas Dorf spielende zweite Hälfte des Films sei sehr gelungen: „Diese kleinen Ereignisse bilden sich in schön gedrehten, entschleunigten Szenen ab. Es ist Eastwoods Version eines Landlebens. Die schlichte Sicherheit über das, was wichtig im Leben ist, ist der Daseinsgrund des Films. Nicht mehr und nicht weniger.“ Für Daniel Moersener von der Taz rupft Eastwood nun „schließlich selbst ein Hühnchen mit dem Vermächtnis seiner Macho-Rollen“ und zeige in diesem „ironischen Spätwerk“ eine Figur, die heute als Beispiel für toxische Männlichkeit erscheine. Zugleich beweise der Regisseur Eastwood erneut, dass sich „Überschaubarkeit der Mittel – Himmel, Landschaft, ein Auto, ein ungleiches Paar – in einen viel größeren Reichtum ästhetischer Erfahrung verwandeln lässt.“ Deutschlandfunk Kultur lobte ebenfalls die Erzählweise und die zweite Hälfte:

„Ein simpler, aber vollkommen herzbewegender Film, der gerade in seiner zweiten Hälfte paradiesische Momente von Gemeinschaft, Freundschaft und Liebe entwirft, die man in dieser klassischen Form eher aus dem Kino eines Howard Hawks kennt. Anti-ironisch und damit natürlich auch aus der Zeit gefallen, so wie die Persona des mittlerweile 91 Jahre alten Regisseurs. In diesem Sinne ist Clint Eastwood sicherlich der letzte amerikanische Regisseur.“